# Castelnau Médoc Basket-Club
El Castelnau Médoc BC es un equipo de baloncesto francés con sede en la ciudad de Castelnau-de-Médoc, que compite en la NM2, la cuarta competición de su país. Disputa sus partidos en el Gymnase Canterane.

## Posiciones en liga
- 2014 - (1-NM3)
- 2015 - (14-NM2)
- 2020 - (1-NM3)
- 2021 - (Cancelada-NM3)
- 2022 - (1-NM3)

## Palmarés
- Primero Grupo D NM3 - 2014